# Piana degli Albanesi
Piana degli Albanesi (en albanés: Hora e Arbëreshëve) es una comuna italiana en la Provincia de Palermo, Sicilia. Su población alcanza los 6.427 habitantes (2010).
La ciudad es conocida por poseer la mayor comunidad albanesa (arbëresh) de Italia. Fue fundada por los albaneses exiliados provenientes de la región de Himarë, sobre las costas del Mar Jónico al Sudoeste de Albania, durante los siglos XVI y XVIII.
Los principales centros culturales son la famosa Iglesia de San Demiter y la Iglesia de San Jorge, denominadas en la lengua local como Klisha e Shën Mitrit y Klisha e Shën Gjergjit, respectivamente. Son del rito oriental y su patriarcado pertenece a la Iglesia católica ítalo-albanesa. La localidad es sede la eparquía de Piana de los albaneses.
Piana degli Albanesi es oficialmente bilingüe, los documentos oficiales de la comuna son escritos tanto en albanés como en italiano y sus ciudadanos conocen ambos idiomas.
Además de los productos más tradicionales de la cultura albanesa, la comida típica del lugar es el cannoli, cuyo tamaño suele ser más grande que el promedio de los que se fabrican en otras zonas.

Ubicación de la ciudad de Piana degli Albanesi dentro de la provincia de Palermo.

## Evolución demográfica
| Gráfica de evolución demográfica de Piana degli Albanesi entre 1861 y 2001 |
|                                                                            |
| Fuente ISTAT - Elaboración gráfica por parte de Wikipedia                  |